# Noční jízda (film, 2019)
Noční jízda (v originále La Nuit venue) je francouzský hraný film z roku 2019, který režíroval Frédéric Farrucci. Snímek měl světovou premiéru na filmovém festivalu v Saint-Jean de Luz dne 8. října 2019.

## Děj
Jin je nelegální čínský imigrant žijící v Paříži. Je bývalý DJ, který pracuje jako noční taxikář. Už léta pracuje na splacení dluhu pašerákům a sní o budoucnosti, kdy bude moci znovu dělat hudbu. Jedné noci nabere pasažérku Naomie, se kterou začne vztah.

## Obsazení
| Guang Huo       | Jin          |
| Camélia Jordana | Naomi        |
| Xun Liang       | Lu-Pan       |
| Maurice Cheng   | Dewei        |
| Xinglong Zhao   | Chang        |
| Qiqian Xie      | Tao          |
| Zhiwei Ren      | Li           |
| Tien Shue       | Xié          |
| Wabinlé Nabié   | Omar         |
| Xing Xing Cheng | Jinova matka |

## Ocenění
- César: nejlepší filmová hudba (Rone), nominace v kategorii nejslibnější herec (Guang Huo)